# Bun intermediar
Bunurile intermediare sau bunurile de care dispune producătorul sunt folosite ca materie primă pentru producerea altor bunuri sau materiale ce trebuie prelucrate. O firmă poate să le întrebuințeze ca bunuri intermediare, să le producă pentru a le vinde, sau să le cumpere pentru a le folosi. În procesul de producție, bunurile intermediare pot face parte din produsul final sau pot să fie modificate fără să mai poată fi recunoscute. 
Bunurile intermediare nu sunt luate în calculul PIB, deoarece ar însemna că sunt calculate dublu, ci doar produsul final trebuie să fie luat în considerare.

## Exemple
- Oțelul - o materie primă folosită pentru producerea multor bunuri, cum ar fi bicicletele.
- Motoarele mașinilor - unele firme constructoare de mașini produc și utilizează propriile lor motoare, alte firme le cumpără de la alți producători ca pe niște bunuri intermediare pe care le folosesc mai apoi pentru producția proprie de mașini